# کارل ردی
کارل ردی (انگلیسی: Karl Ready؛ زادهٔ ۱۴ اوت ۱۹۷۲) بازیکن فوتبال اهل بریتانیا است.
از باشگاه‌هایی که در آن بازی کرده‌است می‌توان به باشگاه فوتبال آیلزبری یونایتد، باشگاه فوتبال کویینز پارک رنجرز، باشگاه فوتبال مادرول، باشگاه فوتبال آلدرشات تاون، باشگاه فوتبال کراولی تاون، و باشگاه فوتبال فارن‌بورو اشاره کرد.
وی همچنین در تیم ملی فوتبال ولز بازی کرده‌است.